# Saruchaniden

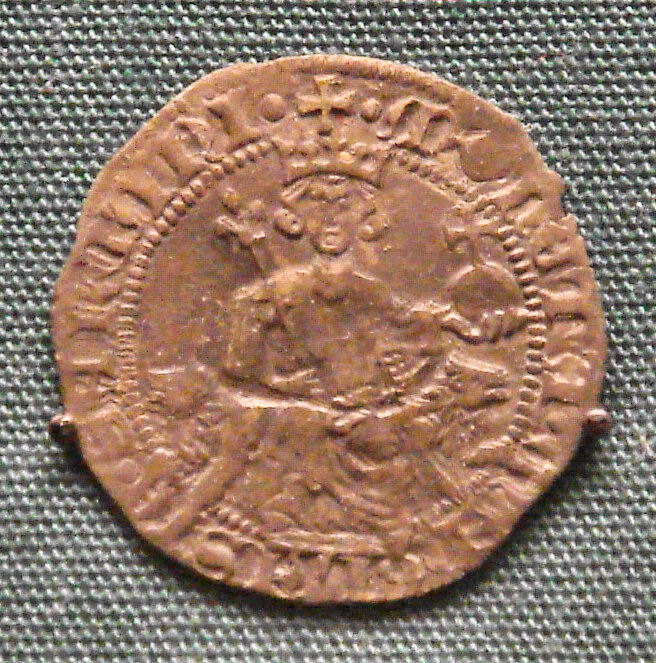
Silberne Gigliato mit dem Bildnis Saruchan Begs (reg. ca. 1313–48)

Das Territorium der Saruchaniden (Saruhanoğulları) und anderer kleinasiatischer Lokaldynastien des 14. Jahrhunderts

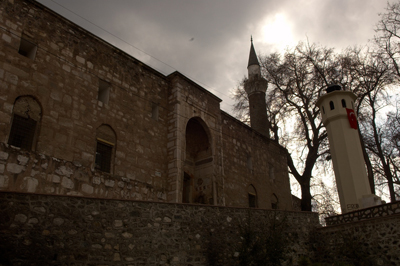
Die 1374 erbaute große Moschee in Manisa

Die Saruchaniden (türkisch: Saruchan-Oghullari (DMG Ṣaruḫān-Oġullarï) bzw. Saruhanoğulları – „die Söhne des Gelben Khan“) waren eine türkische Lokaldynastie, die von ca. 1313 bis 1410 über ein westanatolisches Fürstentum (Beylik) mit der Hauptstadt Manisa herrschte. Ihr im alten Lydien liegendes Herrschaftsgebiet gehörte zu den bekanntesten Grenzfürstentümern (Uc) der oghusischen Stämme nach dem Fall des Sultanats der Rumseldschuken.

## Geschichte
Die Herrscher der Saruchaniden waren Mitglieder des Oghusenstammes Afschar. Der Gründer und Namensgeber der Dynastie, Saruchan Beg ibn Alpagi, war der Enkel eines oghusischen Kommandeurs im Dienste der Seldschuken und begann seine militärische Karriere als Emir bei den Germiyan. Anfang des 14. Jahrhunderts eroberte er byzantinisches Gebiet in der Region des Gediz und nahm um 1313 schließlich auch die Stadt Manisa ein, welche zur Residenz der Saruchaniden wurde. Von hier aus beherrschte Saruchan das fruchtbare Küstengebiet der antiken Region Lydien mit Städten wie Menemen, Gördes, Demirci, Nif und Turgutlu. In den Küstenstädten unterhielten die Saruchaniden eine schlagkräftige Piratenflotte.
Die Stellung des Beyliks als regionale Macht, die (wegen seiner Flotte) vor allem auch in der Ägäis aktiv war, hing eng mit dessen Herrscher Saruchan Beg zusammen. Er paktierte mit dem Nachbarherrscher Umur Bey aus der Dynastie der Aydıniden und unternahm mit ihm Raubzüge gegen Byzanz und die Genuesen. Saruchan Beg starb nach 1348; seine Nachfolger Ilyas und Ishaq traten dann mit baulichen Leistungen in den Vordergrund. So ließ Ishaq 1374 die Große Moschee (tr: Ulu Camii) von Manisa erbauen, deren Gebetshalle von einer 14 Meter breiten Kuppel gekrönt wird. Das Bauwerk diente als Vorbild für die Üç-Şerefeli-Moschee, die 60 Jahre später vom osmanischen Sultan Murad II. in Manisa errichtet wurde. 1390 wurde das Beylik von den Osmanen unter Bayezid I. erobert und ins expandierende Osmanische Reich eingegliedert. Doch mit der Niederlage Sultan Bayezids gegen Timur 1402 bei Ankara erlangte es unter Orchan seine Selbstständigkeit wie die anderen Beyliks zurück. Nachdem sich die Osmanen wieder gesammelt hatten, unterwarf Beyazids Sohn Mehmed I. 1410 das Beylik erneut und tötete dessen letzten Herrscher Chidr-Schah. Seitdem war es als Sandschak osmanisch. Außerdem wurden viele osmanische Prinzen wie der spätere Sultan Mehmed II. als Statthalter in Manisa eingesetzt, sodass die Stadt auch weiterhin ausgebaut wurde.
Der Name Saruhan blieb als Name für den Sandschak mit der Hauptstadt Manisa noch über das Ende des osmanischen Reichs erhalten. Mit einer Verwaltungsreform nach dem Ersten Weltkrieg, bei der die damaligen, Vilâyet genannten Großprovinzen wegfielen, wurden die Sandschaks in Vilâyet umbenannt. Dieses Vilâyet wurde dann nach seiner Hauptstadt benannt und ist die heutige Provinz Manisa.

## Herrscherliste
- Saruchan-Beg ibn Alpagi (Ṣaruḫān-Beg b. Alpagï), reg. ca. 1313–1348

- Fachr ad-Din Ilyas ibn Saruchan (Faḫr ad-Dīn Ilyās b. Ṣaruḫān), reg. ca. 1348–1357

- Muzaffar ad-Din Ishaq Tschelebi ibn Ilyas (Muẓaffar ad-Dīn Isḥāq Čelebi b. Ilyās), reg. ca. 1357–1388

- Chidr-Schah ibn Ishaq (Ḫiḍr-Šāh b. Isḥāq), reg. ca. 1388–1390 und 1404–1410
- Orchan ibn Ishaq (Orḫan b. Isḥāq), reg. ca. 1402–1404